# China Life Insurance
China Life Insurance Company — китайская страховая компания. Основным направлением деятельности является страхование жизни, однако осуществляет и другие виды страхования. Распространением страховых продуктов занимаются 1,5 млн страховых агентов и 17 тысяч отделений, а также 49 тысяч отделений коммерческих банков и почтовых отделений с банковскими услугами. Количество страховых полисов на конец 2016 года составляло 246 млн. Образовалась в 2003 году в результате реструктуризации и частичной приватизации Народной страховой компании Китая.

## История
Страхование жизни долгое время было чуждым китайской культуре, предпринимавшиеся с 1860-х годов попытки внедрить такой вид страхования по европейскому образцу большого успеха не имели. После Китайской революции все активы страховых компаний были национализированы в Народную страховую компанию Китая (People’s Insurance Company of China, PICC). К 1952 году у этой компании было 1300 отделений и 3 тысячи представительств, однако в 1959 году правительство КНР сочло страхование неуместным излишеством, страховая деятельность была прекращена, PICC стала частью центрального банка и её деятельность ограничивалась лишь страхованием международных морских и авиационных перевозок. Возрождение страховой отрасли в Китае началось в ходе реформ Дэна Сяопина, в 1979 году PICC была отделена от Центробанка и начала предоставлять услуги страхования имущества и от несчастных случаев, а в следующем году сформировала совместное предприятие с AIG. В 1982 году было возобновлено страхование жизни. В 1988 году была упразднена монополия PICC на страховые услуги, и в этом году появились Ping An Insurance и China Pacific Insurance. В 1992 году AIG стала первой зарубежной компанией, получившей лицензию на деятельность в КНР, к концу века такую лицензию получили уже 16 зарубежных компаний. Рост конкуренции потребовал от PICC изменения структуры: в 1996 году она была преобразована в контролируемую центральным банком холдинговую компанию PICC Group с четырьмя дочерними компаниями, PICC Life (страхование жизни), PICC Property (страхование имущества), PICC Reinsurance (перестрахование) и China Insurance H.K. (страхование в Гонконге и других странах). Однако компания продолжала терять позиции на домашнем рынке, утратив лидерство в важнейших регионах — Пекине и Шанхае. В 1998 году была создана новая организация — China Insurance Regulatory Commission (CIRC, Комиссия по надзору за страховой деятельностью в КНР), также было запрещено компаниями совмещать страхование жизни с другими видами страхования, PICC была разделена на четыре контролируемые CIRC компании: PICC (страхование кроме страхования жизни); China Re (перестрахование); China Insurance H.K.(зарубежная деятельность); China Life (страхование жизни). В 2003 году China Life получила разрешение на образование публичной компании China Life Insurance Company Limited, первичное размещение акций которой было проведено в декабре 2003 года на фондовых биржах Нью-Йорка и Гонконга и принесло $3,5 млрд; в декабре 2006 году акции компании были размещены также на Шанхайской фондовой бирже. Этой публичной компании были переданы страховые полисы, оформленные после 10 июня 1999 года, когда доходность полисов была снижена до 2,5 %; до этого доходность достигала 6,5 %, что приносило компании существенные убытки; более старые полисы и контрольный пакет акций (около 70 %) публичной компании были переданы контролируемой государством China Life Insurance (Group) Company.
В 2006 году была основана дочерняя компания по страхованию имущества и от несчастных случаев China Life Property and Casualty Insurance Company Limited, а в 2007 году компания по пенсионному страхованию China Life Pension Company Limited.

## Руководство
- Юань Чанцин (Yuan Changqing, род. в 1961 году) — независимый председатель совета директоров с января 2022 года, член совета директоров с 2018 года. Ранее возглавлял наблюдательный комитет Agricultural Bank of China (с 2015 по 2017 год), до этого занимал разные посты в China Everbright Group[7].
- Сю Хэнсюань (Su Hengxuan, род. в 1963 году) — президент и исполнительный директор с 2018 года, в компании с 2000 года[8].

## Деятельность

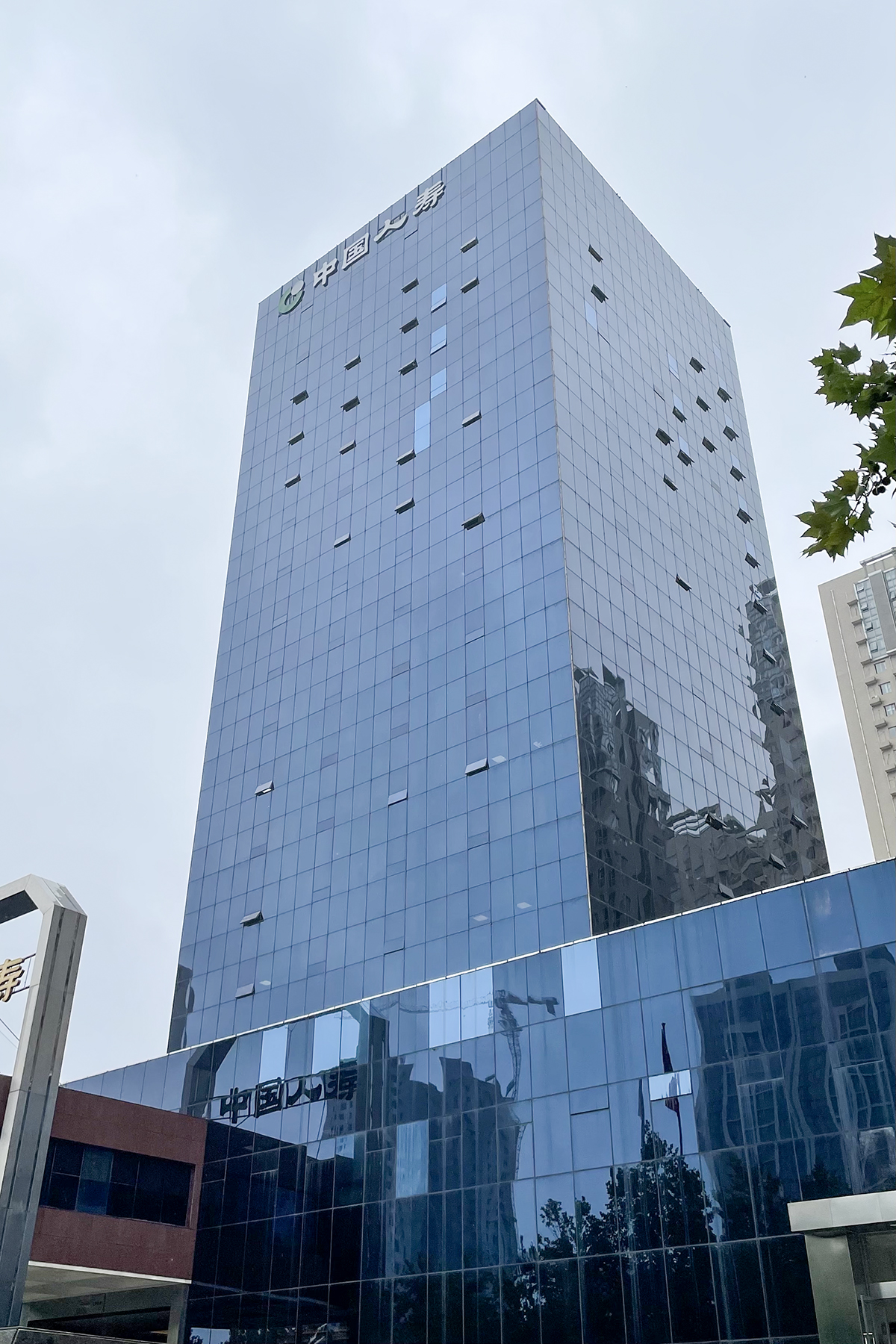
Офис в Чжэнчжоу

Полученные компанией в 2020 году страховые премии составили 605 млрд юаней, инвестиционный доход составил 199 млрд юаней. Страховые выплаты составили 581 млрд юаней. Активы на конец года составили 4,25 трлн юаней, из них 1,72 трлн пришлось на облигации, 546 млрд — срочные депозиты, 350 млрд — акции компаний.
Компания состоит из четырёх подразделений:
- страхование жизни — групповое и индивидуальное страхование жизни и рента; страховые премии в 2020 году составили 481 млрд юаней;
- медицинское страхование — групповое и индивидуальное медицинское страхование, страховые премии составили 115 млрд юаней;
- страхование от несчастных случаев — групповое и индивидуальное страхование от несчастных случаев, страховые премии составили 16,6 млрд юаней;
- другие направления — услуги, предоставляемые China Life Insurance (Group) Company, China Life Property and Casualty Insurance Company Limited и другим партнёрам.

Основными конкурентами являются Ping An Life, New China Life и China Pacific Life, в сумме эти четыре компании занимают около половины страхового рынка КНР.
| Год                 | 2000…   | 2005…  | 2010  | 2011   | 2012  | 2013  | 2014  | 2015  | 2016   | 2017  | 2018  | 2019  | 2020  | 2021  |
| ------------------- | ------- | ------ | ----- | ------ | ----- | ----- | ----- | ----- | ------ | ----- | ----- | ----- | ----- | ----- |
| Оборот              | 48,38…  | 98,21… | 385,8 | 370,9  | 371,5 | 417,9 | 440,8 | 507,4 | 540,8  | 643,4 | 627,4 | 729,5 | 805,0 | 857,6 |
| Чистая прибыль      | -6,99…  | 9,306… | 17,42 | -5,874 | 36,06 | 3,203 | 71,44 | 41,78 | -6,647 | 32,25 | 11,40 | 58,29 | 50,27 | 50,92 |
| Активы              | 162,3…  | 559,2… | 1411  | 1584   | 1899  | 1973  | 2247  | 2448  | 2697   | 2898  | 3254  | 3727  | 4252  | 4891  |
| Собственный капитал | -170,1… | 80,38… | 210,5 | 193,4  | 223,1 | 222,6 | 287,3 | 326,2 | 307,6  | 320,9 | 318,4 | 403,8 | 450,1 | 478,6 |

В 2019 году чистая прибыль China Life Insurance составила 58,29 млрд юаней, выручка — 745,17 млрд юаней, в том числе выручка от страховых операций — 567,09 млрд юаней.

## Организационная структура

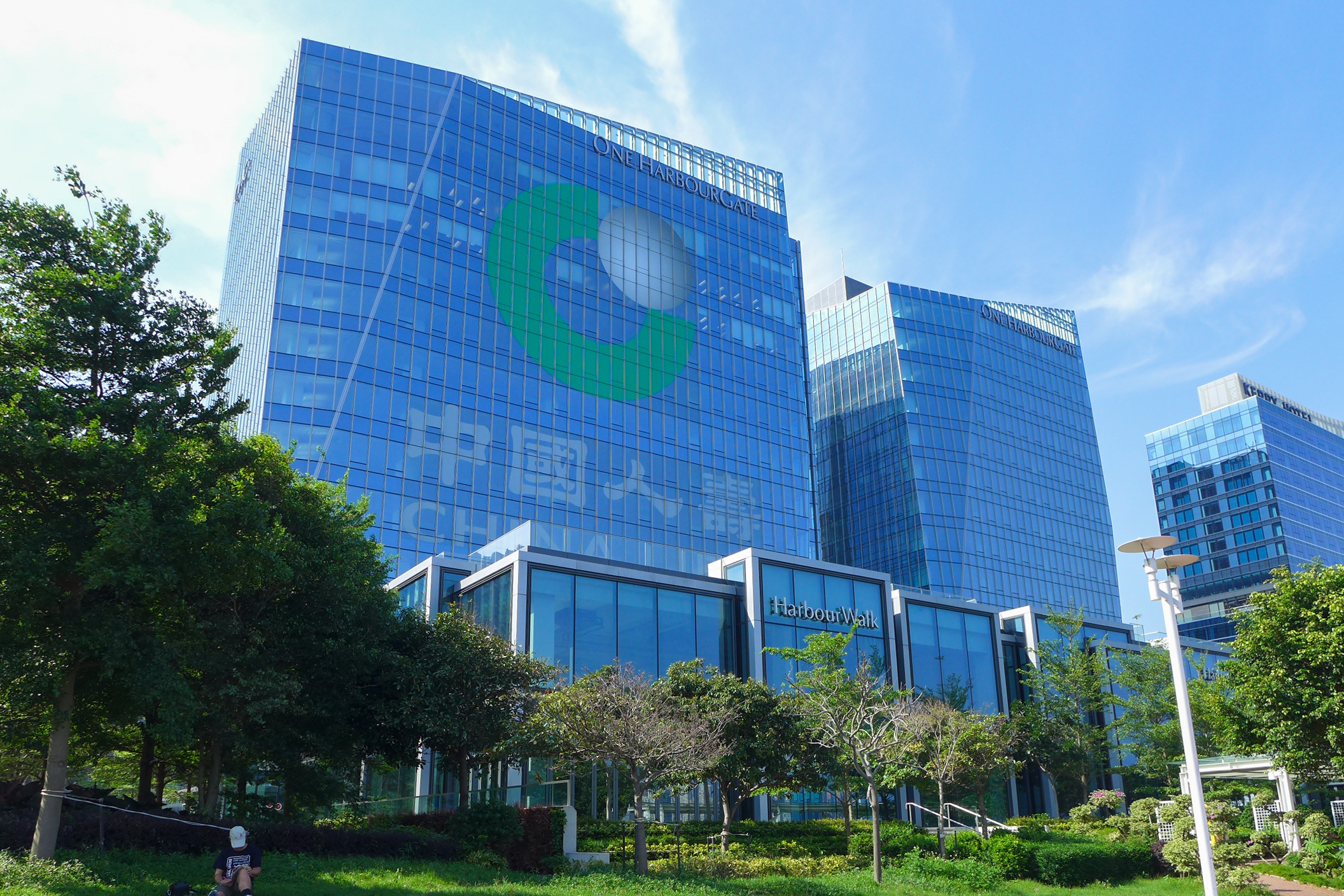
Офис в Гонконге

China Life Insurance Company Limited является публичной компанией, 31,63 % акций которой котируются на Нью-Йоркской, Гонконгской и Шанхайской фондовых биржах, остальные 68,37 % акций принадлежат China Life Insurance (Group) Company (контролируемой Министерством финансов КНР и Национальным советом фонда социального обеспечения); совместно эти две компании учредили ряд дочерних компаний в сфере страхования и управления активами. Важнейшие из них:
- China Life Asset Management Company Limited (КНР)
- China Life Franklin Asset Management Company Limited (Гонконг, 26 % принадлежит Franklin Templeton)
- China Life Pension Company Limited (КНР)
- China Life AMP Asset Management Co., Ltd. (КНР, 15 % принадлежит AMP Capital Investors Limited)
- China Life Wealth Management Company Limited (КНР)

Из акций, находящихся в обращении, 1,9 % находятся в собственности BlackRock, 2,95 % — JPMorgan Chase.